# Anja von Rekowskiová
Anja von Rekowski, (* 13. prosince 1975 Celle, Německo) je bývalá reprezentantka Německa v judu.

## Sportovní kariéra
Judu se věnovala od 9 let v rodném městě pod vedením Ingo Barcka. Později pokračovala v nedalekém Hannoveru pod vedením Jürgena Klingera, kde zároveň studovala medicínu. V reprezentaci spolupracovala s Norbertem Littem.
Do reprezentace se prosadila v juniorském věku a v roce 1996 vybojovala účast na olympijských hrách v Atlantě. Olympijský los k ní však nebyl přívětivý, potom co upáčila v prvním kole favorizovanou Italku Pierantozziovou vypadla v kole druhém s Britkou Sweatmanovou na koku.
V roce 1998 se měnily váhové limity a svoji střední váhu přenechala Yvonně Wansartové. Na její výkonnost neměla změna váhy velký dopad a v roce 2000 se kvalifikovala na olympijské hry v Sydney. Potom co nestačila na dvě hlavní favoritky Vandenhendeovou a Vandecaveyeovou obsadila 5. místo. Vrcholovou kariéru končila záhy kvůli problémům s koleny.

## Výsledky
| Olympijské hry     |     |     |   | úč. |    |     |     | 5. |     |  |  |  |  |  |  |  |
| Mistrovství světa  | —   |     | — |     | 2. |     | úč. |    | úč. |  |  |  |  |  |  |  |
| Mistrovství Evropy | —   | úč. | — | 3.  | —  | úč. | 3.  | 7. | —   |  |  |  |  |  |  |  |
| ME juniorů         | úč. |     |   |     |    |     |     |    |     |  |  |  |  |  |  |  |